# 층층나무과
층층나무과(層層--科, 학명: Cornaceae 코르나케아이[*])는 층층나무목의 과이다.
남북 양반구의 온대에 분포하며, 세계적으로 11속의 약 100종 가량이 알려져 있는데, 한국에는 층층나무·식나무·말채나무·산딸나무·산수유나무 등의 2속 8종이 분포하고 있다.
박쥐나무속을 박쥐나무과로 따로 분류했었으나, AGP II 체계에서 층층나무과로 합쳐졌다.
대부분은 교목이지만 종에 따라서는 초본인 것도 있다. 잎은 마주나거나 어긋나며 잎자루가 있고 모양은 단순하며 가장자리가 매끈하다. 꽃은 보통 여러 개가 모여서 총상으로 달리지만, 때로는 더 촘촘히 모여 산형꽃차례처럼 되기도 하며, 또 돌매화나무속에서는 두상꽃차례가 되기도 한다. 각각의 꽃은 작으며, 4-5개씩의 꽃받침조각·꽃잎·수술을 가진다. 씨방은 하위로, 꽃받침통과 서로 붙어 있는데, 그 안은 1-4개의 방으로 이루어져 있으며, 각 방에는 1개의 밑씨가 만들어진다. 열매는 공 모양의 핵과이다.

## 하위 분류
- 박쥐나무속(Alangium Lam.)
- 층층나무속(Cornus L.)